# James Chen
James Chen est un acteur américain.

## Filmographie

### Cinéma
- 2004 : Murder Below the Line : Pete Richards
- 2010 : Boy Wonder : Roy
- 2010 : Five Minarets in New York : Agent Lee
- 2011 : We Need to Talk about Kevin : Dr Foulkes
- 2011 : Monsieur Popper et ses pingouins : officier des jeux et des poissons
- 2012 : Watching TV with the Red Chinese : Tzu
- 2012 : Archaeology of a Woman : le responsable du bureau
- 2012 : The Amazing Spider-Man : l'officier de police
- 2013 : Last Days of Summer : le pharamcien
- 2014 : Before I Disappear : le Chinois
- 2014 : Amira et Sam : Donnie
- 2015 : Front Cover (en) : Ning
- 2018 : Unintended : Danny
- 2018 : A Bread Factory Part 2 : Un petit coin de paradis : Ray Prime
- 2019 : Fluidity : Eric

### Télévision
- 2009 : Mercy : Ben Shin (1 épisode)
- 2009 : Evan and Gareth Are Trying to Get Laid : Larry
- 2010 : Blue Bloods : Nelson Chiu (1 épisode)
- 2010 : Running Wilde : Pathologiste (1 épisode)
- 2010-2011 : New York, unité spéciale : technicien CSU Adrian Sung (saison 12, épisodes 11, 12, 16, 21, 22 et 24)
- 2011 : New York, unité spéciale : technicien CSU Adrian Sung (saison 13, épisode 5)
- 2012 : NCIS : Los Angeles : Cadeo Hoang (1 épisode)
- 2014 : The Blacklist : Lee Chung (1 épisode)
- 2015 : Sleepy Hollow : Lorenzo Chang (1 épisode)
- 2016 : Person of Interest : James Ko (1 épisode)
- 2016-2019 : The Walking Dead : Kal (18 épisodes)
- 2017 : Elementary : Lieutenant Morrison (1 épisode)
- 2018 : Seven Seconds : Franklin Lee (2 épisodes)
- 2018 : Iron Fist : Sam (4 épisodes)
- 2018 : Madam Secretary : M. Usuki (1 épisode)
- 2018-2019 : FBI : Ian Lim (5 épisodes)
- 2019 : Broad City : Bobby (1 épisode)
- 2019 : 9-1-1 : Kevin Lee (1 épisode)

•  2023 : The Mandalorian : agent d'amnistie G27              (1 épisode)

## Prix et récompenses
- 2017 : Golden Koala Chinese Film Festival : prix du jury du meilleur acteur pour Front Cover (en) (2015)